# Грозненська область

Грозненська область на мапі позначена світло-жовтим

Грозненська область (рос. Грозненская область) — адміністративна одиниця у складі РРФСР з центром у місті Грозний, що існувала з 22 березня 1944 до 9 січня 1957.

## Утворення
З 7 березня по 22 березня 1944, на території колишньої ЧІАРСР, у складі Ставропольського краю існував Грозненський округ. Грозненська область була утворена 22 березня 1944 Указом Президії Верховної Ради СРСР після депортації в лютому чеченців і інгушів (Операція «Чечевиця») і відповідно відбулося скасування 7 березня Чечено-Інгуської АРСР (цей же указ Президії ВР СРСР post factum наказував виселення чеченців та інгушів, насправді вже подія відбулась).
Територію області склала більша частина колишньої Чечено-Інгуської АРСР. При розформуванні ЧІАРСР до складу Дагестанської АРСР були передані Веденський район, Ножай-Юртовський, Саясановський, Чеберлоївський, Курчалоївський, Шаройський, східна частина Гудермеського району Указом Президії Верховної Ради СРСР. У складі Дагестанської АРСР вони були перейменовані: Ножай-Юртовський — на Андалалський (с. Андалали), Саясановський — на Ритлябський (с. Ритляб), Курчалоївський — на Шурагатський (с. Шурагат). Одночасно були ліквідовані Чеберлоївський і Шаройський райони, з передачею їх територій до складу Ботліхського і Цумадинського районів Дагестанської АРСР.
Місто Малгобек, Ачалуцький, Назрановський, Пседахський, Пригородний райони колишньої ЧІАНСР були передані Північно-Осетинській АРСР. Ітум-Калінський район, який увійшов до складу Грузинської РСР, ліквідовано  Указом Президії Верховної Ради СРСР, територія його включена до Ахалхевського району.
До складу області були також включені райони, що раніше входили до Ставропольського краю (поза його «округами») Наурського району з переважно російським (козачим) населенням та містом Кизляр, Кизлярський, Ачикулацький, Караногайський, Каясулинський, Шелковський райони колишнього Кизлярського округу.

## Географія і населення
В результаті такого перерозподілу гірські райони, з яких були виселені чеченці, територіально становили меншу частину Грозненської області (трохи більше чверті її площі). Велику частину її утворювали степи між Тереком і Каспійським морем (до якого область мала значний вихід). Великій кількості населених пунктів були дані російські назви замість чеченських.
Після депортації чеченців та інгушів відповідні райони області заселялися в основному російськими (спочатку за рознарядкою зі Ставропольського краю, потім з малоземельних і постраждалих у війну центральних областей, в тому числі і добровільно), а також осетинськими, грузинськими, дагестанськими, вірменськими, українськими переселенцями. Так як більшість вайнахів жило в сільській місцевості, основною проблемою після депортації був підйом сільського господарства області, тому особливо заохочувалося переселення колгоспників. Їм були передані «прийняті» у депортованих сільськогосподарські угіддя та худоба. Спочатку колгоспникам було дозволено безкоштовний проїзд залізницею на місце переселення. Незважаючи на це, план з виконання посівної кампанії навіть через кілька років не виконувався і було знижено. У Грозненській області була відновлена постраждала під час війни нафтова промисловість.
На території області продовжували ховатися, нападати на мирних жителів і вести збройний опір проти армії і НКВС чеченці та інгуші, що уникнули депортації. У 1944—1947 органами НКВС-МДБ було ліквідовано кілька сотень таких загонів.

## Адміністративно-територіальний поділ
Указом Президії Верховної Ради СРСР від 30 серпня 1944, с. Ойсунгур перейменовано в Новогрозненське. За Указом Президії Верховної Ради РРФСР від 23 лютого 1945 р в Грозненській області були перейменовані Атагинський район в Передгірний, Галашкинський — в Первомайський , Старо-Юртовський в Горячеісточненський, Урус-Мартановський — в Червоноармійський, Шатоївський — в Радянський, Шалінський — в Міжрічинський, Ачхой-Мартановський в Новосельський. 25 липня 1946 скасування ЧІАРСР і утворення Грозненської області, що було скоєне за два роки до того урядом СРСР, було затверджено владою РРФСР. У серпні 1946 в Грозненській області були утворені Горагорський (за рахунок розукрупнення Надтеречного і Сунженського районів), Крайновський (за рахунок розукрупнення Кізлярського району), Новогрозненський (за рахунок розукрупнення Гудермеського району).
На 1 июля 1947 года
- місто Грозний
- місто Кізляр
- Ачикулацький
- Горагорський
- Горячеісточненський
- Грозненський
- Гудермеський
- Караногайський
- Каясулинський
- Кизлярський
- Крайновський
- Красноармейський (колишній Урус-Мартановський)
- Міжріченський (колишній Шалінський)
- Надтеречний
- Новогрозненський
- Новосельський (колишній Ачхой-Мартановський)
- Наурський
- Первомайський(колишній Галашкинський)
- Передгорненський (колишній Атагинський)
- Радянський (колишній Шатоївський)
- Сунженський
- Шелковський

На 1 січня 1957 року
- місто Грозний
- місто Кізляр
- Ачикулацький
- Грозненський
- Гудермеський
- Караногайський
- Каргалинський
- Каясулинський
- Кізлярський
- Крайновський
- Красноармейський (колишній Урус-Мартановський)
- Міжріченський (колишній Шалінський)
- Надтеречний
- Новосельський (колишній Ачхой-Мартановський)
- Наурський
- Радянський (бывший Шатоївський)
- Сунженський
- Тарумовський
- Шелковський

## Відновлення Чечено-Інгуської АРСР і скасування області
У 1956 секретним указом з чеченців і інгушів були зняті обмеження по місцю спецпереселення. Хоча тим же указом було передбачено, що у них немає прав на повернення, фактично кілька десятків тисяч переселенців вже протягом 1956 повернулися на батьківщину. Постало питання про повну реабілітацію обох народів та відновленні республіки на історичній території. Перший секретар обкому КПРС Грозненської області А. І. Яковлєв, не заперечуючи проти реабілітації, був проти відновлення республіки на Кавказі, так як територія її була зайнята переселенцями. Він пропонував керівництву СРСР створити для чеченців і інгушів автономії в Казахстані за місцем компактного їх проживання.
У січні 1957 чеченці та інгуші були офіційно організовано повернуті із заслання, Грозненська область скасована, а Чечено-Інгуська АРСР відновлена указом Президії Верховної ради РРФСР № 721/4 від 9 січня 1957 року. При цьому колишні райони Грозненської області, які не ввійшли до складу відновленої ЧІАРСР, увійшли в інші суб'єкти РРФСР. Караногайський, Кізлярський, Крайновський, Тарумовський райони та місто Кізляр були передані до складу Дагестанської АРСР (куди ця територія входила до 1937), Ачикулацький і Каясулинський райони — до складу Ставропольського краю. При цьому повернувшимся із заслання далеко не завжди були повернуті їхні будинки, а переселенцям що зайняли їх місце не було надано кошти на нове переселення в інші регіони, що провокувало міжнаціональні конфлікти. Замість втраченого Пригородного району до складу республіки були передані Наурський і Шелковський райони з переважно російським населенням.

## Ресурси Інтернету
- Грозненська область у Великій Радянській Енциклопедії(рос.)